# Сандеј Лејк (Вашингтон)
Сандеј Лејк (енгл. Sunday Lake) насељено је место без административног статуса у америчкој савезној држави Вашингтон.

## Демографија
По попису из 2010. године број становника је 640.
| Група             | 2000.    | 2010.       |
| Белци             | 0 (0,0%) | 570 (89,1%) |
| Афроамериканци    | 0 (0,0%) | 9 (1,4%)    |
| Азијати           | 0 (0,0%) | 10 (1,6%)   |
| Хиспаноамериканци | 0 (0,0%) | 22 (3,4%)   |
| Укупно            | 0        | 640         |